# Jacques-François Brémond de Saint-Christol
Pour les articles homonymes, voir Saint-Christol.
Jacques-François Brémond, baron de Saint-Christol, né le 17 octobre 1748 à Tulette (Drôme), mort le 7 octobre 1819 à Beaumes-de-Venise (Vaucluse), est un agent royaliste et un émigré sous la Révolution et l'Empire.

## Biographie
Il passe son enfance dans le Comtat Venaissin et se fait nommer président de l'assemblée représentative siégeant à Carpentras en 1790. Opposé au rattachement de ce territoire à la France, il devient major-général de la milice constituée avec l'agrément du pape pour combattre les patriotes. Tandis qu'il revient d'un voyage à Paris où il avait, en vain, présenté une adresse à Louis XVI et à l'Assemblée constituante pour empêcher l'annexion, ses hommes sont battus le 19 avril 1791 à Sarrians.
Après le rattachement du Comtat à la France (14 septembre 1791), il passe en Savoie avec son fils, Antoine-Jacques-Jules, né le 17 octobre 1771 à Tulette, et intègre la légion formée par le vicomte de Mirabeau, qui rejoint les princes à Coblence. Dans cette ville, il fait imprimer Mes sentiments politiques, qui reçoivent l'approbation des princes et de l'électeur de Trêves et dans lesquels il appelle les émigrés et les souverains étrangers à combattre la Révolution.
Après l'exécution de Louis XVI, son frère, l'abbé de Saint-Christol, vicaire général et archiprêtre d'Alais, meurt dans l'émigration à Rome. En reconnaissance des services du baron, le pape Pie VI fait exposer son cercueil dans la chapelle des martyrs. Engagé dans la campagne d'Alsace menée par le prince de Condé face aux troupes de Custine, il rentre en France après la signature d'un armistice, mais, arrêté par un groupe de paysans, il est conduit à Altkirch, où le tribunal du district le condamne à mort comme émigré. Ayant réussi à s'évader lors de son transfert, il rejoint Nyon, en Suisse, avant de retrouver l'armée de Condé, au sein de laquelle il participe à la prise, le 13 octobre 1793, des lignes de Wissembourg comme sergent-major d'une des deux compagnies de la légion de Mirabeau, composée d'officiers. Le 1er décembre 1793, il est blessé d'un coup de feu au côté à Berchem, puis une seconde fois le lendemain. Forcé de quitter l'armée, il part en convalescence en Suisse. De retour à l'armée après l'hiver 1794, la guerre n'ayant pas encore recommencé, il part en voyage en Italie, avant de rejoindre les princes à Baden-Baden. Lorsqu'en septembre 1796 Moreau est contraint de se replier à travers la Forêt-Noire pour repasser le Rhin, il participe avec l'armée des émigrés aux combats qui opposent l'armée française aux Autrichiens du prince Charles à Huningue, en octobre ; il est blessé d'un coup de feu au cœur, ne devant la vie qu'au fait qu'il avait passé son surtout en sautoir.
Sous la Convention thermidorienne, profitant de la complaisance des nouvelles autorités, il fait partie des émigrés qui rentrent en France et rejoint Lyon, avant de passer dans son pays natal. Toutefois, engagé dans les réseaux royalistes, il participe à la Terreur blanche. En l'an V, il rassemble une bande avec Dominique Allier et s'empare avec elle de la citadelle de Pont-Saint-Esprit. Puis, le lendemain, armé de canons, il marche sur Orange et Avignon. Mais l'annonce du coup d'État du 18 fructidor an V ruine ses espoirs, il se retire à Tulette avec les débris de son armée, atteinte par de nombreuses désertions.
Après s'être caché durant un mois, il rejoint par les montagnes la Suisse, bientôt envahie par les armées républicaines, et se voit adjoindre avec son fils à l'agence royale de Souabe, au sein de laquelle il tente de convaincre les princes et les Autrichiens de soutenir l'insurrection suisse. Mais la défaite des Russes à Zurich (1799) le contraint à quitter Wursac pour Augsbourg.
Par la suite, il envoie son fils auprès du comte d'Artois, mais le gouvernement britannique interdit alors l'entrée des émigrés français sur son territoire. Sa sœur l'ayant engagé à passer en France, avec l'espoir de retrouver une partie de ses biens, il rentre dans son pays en 1801. Mais, aussitôt arrêté et jeté en prison, il est jugé à Nancy et condamné à la déportation, avant de mourir dans son cachot de la tour du Temple le 14 thermidor an XI.
À l'annonce de cette nouvelle, le baron passe à Munich puis, après avoir fait paraître des protestations lors du couronnement de Napoléon, à Bamberg, où il manque d'être arrêté. À Berlin lors du passage de la Grande Armée en 1812, il aperçoit aussi ses débris au retour de la campagne de Russie.
Sous la Première Restauration, malade des suites d'une chute, Louis XVIII et le duc d'angoulême lui font parvenir des secours à Berlin. Arrivé à Paris peu après le 5 mai 1814, il retourne au bout de six mois dans son pays natal.
Apprenant le débarquement de Napoléon, il se rend auprès du duc d'Angoulême, qui rassemble une armée dans le Midi, et tente d'assurer sa retraite par Pont-Saint-Esprit et Avignon. Contraint lui-même de s'enfuir, il se cache durant les Cent-Jours dans le bois de valeguières.
Sous la Seconde Restauration, il est fait chevalier de l'Ordre de Saint-Louis, avant de mourir en 1819.

## Œuvres
- Adresse de M. de Bremond-St-Christot aux États du Comté Venaissin, contenant les faits justificatifs contre la conduite du peuple et de la municipalité de Carpentras, 34 pages.
- Adresse du président de l'Assemblée représentative du Comté Venaissin à l'Assemblée nationale (par J.-L. de Brémond-S.-Christol. 22 février 1791), Imprimerie de Lefort, 1791, 16 pages.
- Précis des Mémoires de M. le baron de Saint-Christol, adjoint à l'agence royale de Souabe, depuis 1796 jusqu'en 1805, Avignon, Guichard aîné, 1818, 88 pages.